# Scott Deroue
Scott Deroue (Nijkerkerveen, Países Bajos, 23 de diciembre de 1995) es un expiloto neerlandés de motociclismo.
Él fue competidor en la Red Bull MotoGP Rookies Cup en 2011, 2012 y 2013 también compitió en el Campeonato Nacional Británico de Superstock 600. En 2015 se consagró campeón del British Motostar Championship.

## Resultados

### Red Bull MotoGP Rookies Cup

#### Carreras por año
| Temp. | 1        | 2         | 3        | 4         | 5         | 6        | 7       | 8         | 9       | 10        | 11       | 12        | 13      | 14        | 15      | Pos. | Pts. |
| ----- | -------- | --------- | -------- | --------- | --------- | -------- | ------- | --------- | ------- | --------- | -------- | --------- | ------- | --------- | ------- | ---- | ---- |
| 2011  | JER 1 23 | JER 2 11  | EST 1 17 | EST 2 Ret | SIL 1 19  | SIL 2 15 | ASS 1 9 | ASS 2 7   | MUG 14  | SAC 1 3   | SAC 2 16 | BRN 1 16  | BRN 2 3 | MIS 20    |         | 15.º | 56   |
| 2012  | JER 1 10 | JER 2 Ret | EST 1 1  | EST 2 1   | SIL 1 5   | SIL 2 2  | ASS 1 5 | ASS 2 7   | SAC 1 1 | SAC 2 3   | BRN 1 9  | BRN 2 Ret | MIS 4   | ARA 1 Ret | ARA 2 7 | 2.º  | 177  |
| 2013  | AME 1 6  | AME 2 7   | JER 1 9  | JER 2 7   | ASS 1 Ret | ASS 2 4  | SAC 1 3 | SAC 2 Ret | BRN 6   | SIL 1 Ret | SIL 2 1  | MIS 8     | ARA 1 2 | ARA 2 Ret |         | 7.º  | 127  |

### Campeonato del mundo de motociclismo

#### Por temporada
| Temp. | Cat.  | Moto      | Equipo       | Carreras | Victorias | Podios | Poles | V.Ráp. | Pts. | Pos. |
| ----- | ----- | --------- | ------------ | -------- | --------- | ------ | ----- | ------ | ---- | ---- |
| 2014  | Moto3 | Kalex KTM | RW Racing GP | 18       | 0         | 0      | 0     | 0      | 0    | NC   |
| Total |       |           |              | 18       | 0         | 0      | 0     | 0      | 0    |      |

#### Carreras por año
(Carreras en negrita indica pole position, carreras en cursiva indica vuelta rápida)
| Año  | Cat.  | Moto      | 1      | 2      | 3      | 4       | 5      | 6       | 7      | 8      | 9       | 10     | 11     | 12      | 13      | 14      | 15      | 16     | 17      | 18      | Pos. | Pts. |
| ---- | ----- | --------- | ------ | ------ | ------ | ------- | ------ | ------- | ------ | ------ | ------- | ------ | ------ | ------- | ------- | ------- | ------- | ------ | ------- | ------- | ---- | ---- |
| 2014 | Moto3 | Kalex KTM | QAT 19 | AME 19 | ARG 17 | SPA Ret | FRA 25 | ITA Ret | CAT 26 | NED 20 | GER Ret | IND 23 | CZE 19 | GBR Ret | RSM Ret | ARA Ret | JPN Ret | AUS 23 | MAL Ret | VAL Ret | NC   | 0    |

### Campeonato Mundial de Supersport 300

#### Por temporada
| Temp. | Moto               | Equipo                | N.º   | Carreras | Victorias | Podios | Poles | V.Ráp. | Pts. | Pos. |
| ----- | ------------------ | --------------------- | ----- | -------- | --------- | ------ | ----- | ------ | ---- | ---- |
| 2017  | Kawasaki Ninja 300 | MTM HS Kawasaki       | 75    | 9        | 2         | 4      | 1     | 0      | 111  | 3.º  |
| 2018  | Kawasaki Ninja 400 | Motoport Kawasaki     | 95    | 8        | 1         | 3      | 1     | 0      | 80   | 3.º  |
| 2019  | Kawasaki Ninja 400 | Kawasaki Motorport    | 95    | 8        | 2         | 6      | 1     | 1      | 131  | 2.º  |
| 2020  | Kawasaki Ninja 400 | MTM Kawasaki Motoport | 95    | 14       | 1         | 7      | 0     | 1      | 183  | 2.º  |
| Total | Total              | Total                 | Total | 39       | 6         | 20     | 3     | 2      | 505  |      |

- * Temporada en curso.

#### Carreras por Año
(Carreras en negrita indica pole position, carreras en cursiva indica vuelta rápida)
| Año  | Equipo   | 1     | 2     | 3      | 4     | 5       | 6       | 7       | 8       | 9      | 10    | 11    | 12    | 13    | 14     | Pos. | Pts. |
| ---- | -------- | ----- | ----- | ------ | ----- | ------- | ------- | ------- | ------- | ------ | ----- | ----- | ----- | ----- | ------ | ---- | ---- |
| 2017 | Kawasaki | SPA 1 | NED 1 | ITA 11 | GBR 3 | ITA 12  | GER DSQ | POR 7   | FRA 9   | SPA 2  |       |       |       |       |        | 3.º  | 111  |
| 2018 | Kawasaki | SPA 2 | NED 3 | ITA 27 | GBR 6 | CZE 7   | ITA Ret | POR 1   | FRA Ret |        |       |       |       |       |        | 3.º  | 80   |
| 2019 | Kawasaki | SPA 3 | NED 2 | ITA C  | SPA 2 | SPA 23  | ITA 7   | GBR DSQ | POR 1   | FRA 3  | QAT 1 |       |       |       |        | 2.º  | 131  |
| 2020 | Kawasaki | SPA 3 | SPA 4 | POR 4  | POR 1 | SPA Ret | SPA 3   | SPA 3   | SPA 2   | SPA 13 | SPA 2 | FRA 2 | FRA 4 | POR 8 | POR 16 | 2.º  | 183  |

- * Temporada en curso.